# Hamed Koné
Hamed Koné (født 2. november 1987) er en ivoriansk fodboldspiller.